# Dampfloch

Entstehung eines Dampflochs

Dampflöcher sind sternförmige Löcher von wenigen Zentimetern bis Metern Größe in der Eisdecke flacher, stehender Gewässer, die sich dort aufgrund von Konvektionsprozessen im Wasser bilden.
Die vermutlich erste dokumentierte Beobachtung solcher Strukturen stammt aus dem Jahr 1909 von dem Österreichischen Limnologen Gustav Götzinger, der dem Phänomen den Namen „Dampflöcher“ gegeben hat. Der deutsche Begriff taucht auch heute noch in der englischsprachigen Fachliteratur auf. Wie die Löcher entstehen, war lange unklar.

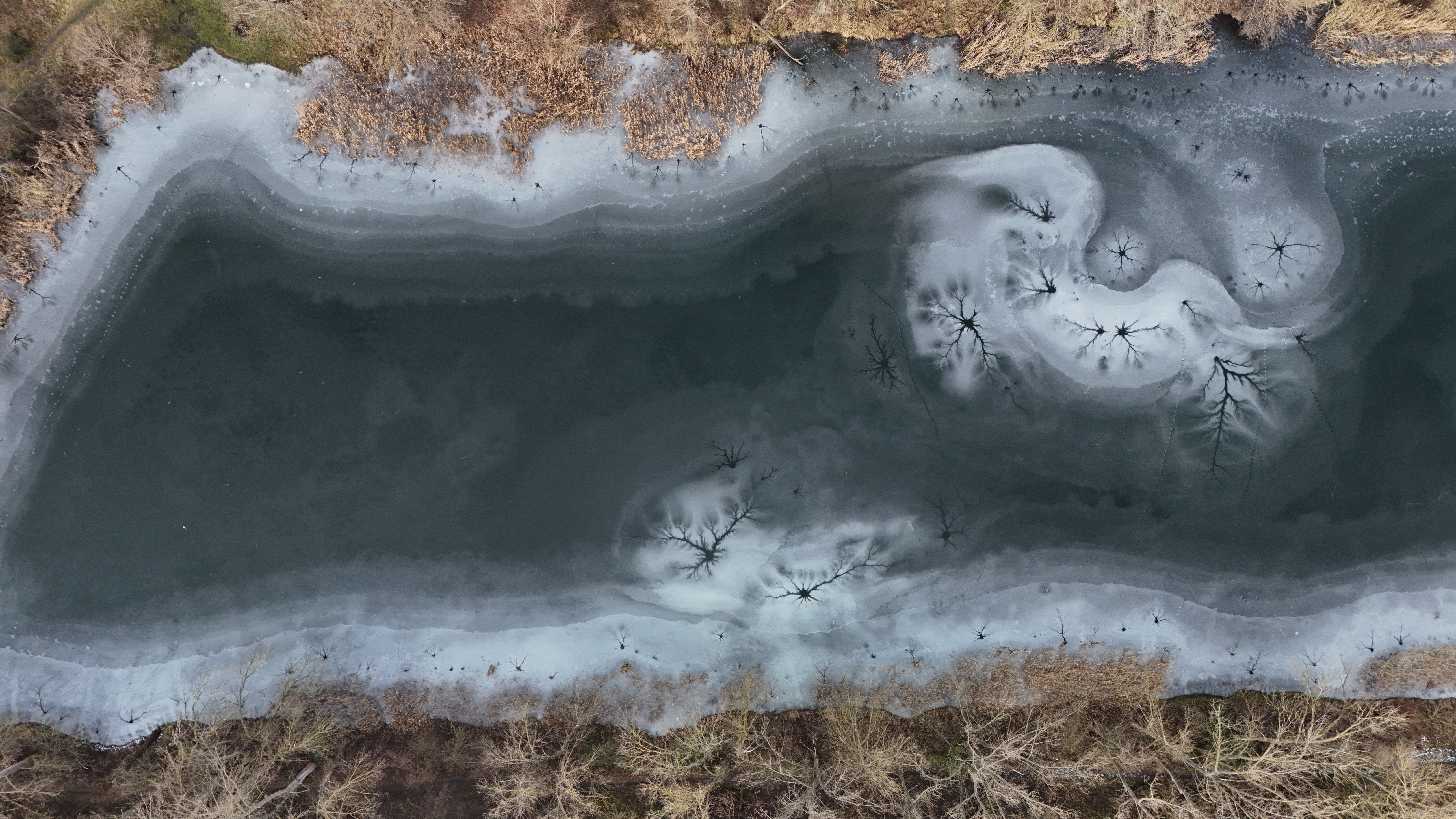
Dampflöcher im Eis eines flachen Sees

Damit es zur Dampflochbildung kommt, bedarf es einer klar durchsichtigen Eisdecke, durch die das Sonnenlicht bis auf den Seegrund dringen und diesen erwärmen kann. Wenn nun die Temperatur des Wassers 4 °C überschreitet, bildet sich eine instabile Situation: Direkt unter dem Eis wird Wasser auf 4 °C abgekühlt, welches durch seine höhere Dichte nach unten strebt; auf dem Seegrund wiederum drängt warmes Wasser nach oben. Es bildet sich eine Konvektion aus. An Stellen, an denen viel warmes Wasser nach oben drängt, schmilzt dieses die Eisdecke verstärkt weg und ein Eisloch entsteht. Die typischen Zacken entstehen dadurch, dass in der Konvektion das warme Wasser nicht nur punktuell aufsteigt und auch in Richtung der Strahlen warmes Wasser aufsteigt, wenn auch nicht so viel auf einmal wie in der Mitte des Eislochs.
Damit dieses Phänomen auftritt, ist, über 0 °C liegenden Temperaturen folgend, ein plötzlicher Kälteeinbruch erforderlich, damit einerseits der See noch warm genug ist, damit die Sonne dessen Grund auf über 4 °C erwärmen kann, andererseits sich aber eine geschlossene Eisdecke ausbilden kann. Außerdem darf kein Schneefall erfolgen, da dieser sonst die Eisfläche undurchsichtig machen würde. Daher tritt dieses Phänomen recht selten auf, und wenn es auftritt, ergeben sich mangels besseren Wissens die wildesten Spekulationen über die Ursachen, z. B. angebliche Meteoriteneinschläge.